# جلال برجس
جلال برجس (انگلیسی: Jalal Barjas؛ زادهٔ ۳ ژوئن ۱۹۷۰) روزنامه‌نگار، و نویسنده اهل اردن است. او یک مهندس آموزش دیده‌است که به عنوان سردبیر روزنامه و روزنامه‌نگار کار می‌کند و در طیف وسیعی از ژانرها از جمله شعر، داستان کوتاه، رمان و مقالات ادبی به زبان عربی می‌نویسد و منتشر کرده‌است.
رمان «دفاتر الوراق» نوشته وی برنده جایزه بوکر عربی ۲۰۲۱ (جایزه بین‌المللی ادبیات داستانی عرب) شد و با عنوان «یادداشت‌های کتابفروش» توسط نشرهای ثالث، مروارید و فرهنگ ایلیا به فارسی ترجمه و به چاپ رسیده‌است.